# Vrydagzynea vitiensis
Vrydagzynea vitiensis är en orkidéart som beskrevs av Heinrich Gustav Reichenbach. Vrydagzynea vitiensis ingår i släktet Vrydagzynea och familjen orkidéer. Inga underarter finns listade i Catalogue of Life.